# Кочовий вогневий засіб
Кочуючий вогневий засіб  (також "стріляй і тікай", "вогонь і відхід", "вогонь і переміщення", shoot-and-scoot) — це артилерійська тактика, яка полягає в тому, щоб відкрити вогонь по цілі, а потім негайно змінити позицію, з якої велися постріли, зокрема послідовне ведення вогню з кількох вогневих позицій  виділених командуванням артилерійським підрозділом (батарея, чота (взвод)) або окремим вогневим засобом (артилерійська система, танк, міномет). Метою є уникнути вогню у відповідь або для введення противника в оману щодо системи вогню в обороні і кількості наявних сил.  Кількість таких вогневих засобів, їх калібри та обсяг використовуваних боєприпасів визначаються залежно від поточної тактичної обстановки та обсягу поставлених вогневих завдань. У деяких ситуаціях кочуючі вогневі засоби можуть бути корисними для провокування противника та виявлення його артилерії розвідкою.
Зазвичай для кожного кочуючого вогневого засобу встановлюється час і порядок ведення вогню, готуються 4-5 вогневих позицій і визначається порядок їх зміни. Вогонь з кожної вогневої позиції наноситься по цілях, які визначає артилерійське командування, після чого вогневі засоби використовують заздалегідь підготовлені маршрути для прихованого переміщення на нове місце.
Тактика використання кочуючих вогневих засобів мобільними розвідувально-диверсійними групами в тилу противника вважається одним із ефективних методів підриву морально-психологічного стану особового складу противника.

## Опис
"Стріляй і тікай" — тактика бою мобільної артилерії, що полягає в покиданні вогневої позиції відразу після пострілу через можливий контрбатарейний вогонь противника.
На сучасному полі бою діє ряд електронних пристроїв, здатних точно виявляти вогонь в режимі реального часу. До них належать, наприклад, американські протиартилерійські радари Raytheon AN/TPQ-53 Quick Reaction Capability Radar і Hughes AN/TPQ-37 Firefinder, московитські системи «Меркурій-БМ», 1Л219М «Зоопарк-1», 1Б75 «Пеніцилін», 1Л271 «Аистёнок» та інші. Тому гаубиці, гармати, міномети або ракетні установки можуть стріляти лише обмеженою кількістю снарядів або ракет, після чого значно зростає ризик контрбатарейного вогню противника та знищення техніки.
Тактика «стріляй і тікай» включає контрзаходи, такі як MRSI (одночасне влучання кількох снарядів) або керовані боєприпаси. MRSI — це здатність артилерійського знаряддя вражати ціль одночасно кількома пострілами. Ці ракети летять по різних траєкторіях з різною швидкістю. Керовані (або "розумні") боєприпаси є дуже точними та ефективними, але водночас дуже дорогими.

## Історія

### Російсько-Кавказька війна
Одни із перших задокументованих випадків використання цієї тактики відноситься до Російсько-Кавказької війни, коли чеченський наїб Талхіг Шалінський став відомим завдяки своїй тактиці "стріляй і тікай", яку московити називали "кочовою артилерією", у 1830–1850-х роках. За словами московського історика та професора Миколи Смирнова, він був одним із перших командирів, хто застосував цю тактику .

### Друга світова війна
Необхідність такої тактики у Другій світовій війні стала очевидною через помітні димові сліди, які залишали протитанкові піхотні засоби, такі як німецький протитанковий гранатомет Panzerfaust, американська Bazooka  та її німецький аналог Panzerschreck, а також різні моделі німецьких реактивних систем залпового вогню Небельверфер і Wurfrahmen 40. У сучасній війні швидкість переміщення після пострілу має критичне значення, оскільки існує багато електронних систем, таких як контрбатарейні радари, які можуть автоматично майже в реальному часі виявляти артилерійський вогонь та спрямовувати контрбатарейний вогонь . Тактика "стріляй і тікай" була реалізована у радянській реактивній системі залпового вогню "Катюша". Її проста конструкція, що складалась з напрямних на шасі вантажівки, робив її відносно легкою та мобільною. Швидкий повний залп за 7–10 секунд, повільне перезаряджання та повна відсутність захисту тактику "стріляй і тікай"  основною та найкращим засобом захисту цієї зброї.

### НАТО
Тактика "стріляй і тікай" була вперше прийнята НАТО на початку 1960-х років ядерними артилерійськими підрозділами, які використовували буксирувані 8-дюймові гаубиці та ракетні системи MGR-1 Honest John на вантажівках. Такі підрозділи діяли як окремі гаубиці або пускові установки, зазвичай перебуваючи в укритті, виходили на позицію для виконання ядерного вогневого завдання, відкривали вогонь і негайно змінювали позицію, переміщуючись до іншого укриття поруч із наступною вогневою позицією. Ці тактики стали нормою для ракетних підрозділів у всьому світі й були успішно застосовані ракетними підрозділами під час війни в Перській затоці 1990–1991 років.

### Україна
Українські Збройні Сили широко застосовують тактику під час російсько-української війни, використовуючи зокрема РСЗВ, САУ чи ЗРК. Зокрема було використано зенітно-ракетні комплекси С-200 для знищення московитських літаків дальнього радіолокаційного виявлення Берієв А-50 .

## Реактивні системи залпового вогню (РСЗВ)
Подібні тактики були прийняті взводами систем залпового вогню M270 MLRS (РСЗВ) та M142 HIMARS після їх вводу в експлуатацію, хоча в цьому випадку пускові установки зазвичай спершу прямували до місця перезаряджання після стрільби .Такі тактики можуть використовуватися індійською РСЗВ Pinaka, а також московитськими "Град", "Ураган" і "Смерч", хоча спочатку такі системи, як "Град", використовували традиційні підходи прямування до місця перезаряджання після стрільби.

## Самохідні артилерійські батареї (САУ)
Також тактика була адаптована для  широкого використання самохідними артилерійськими батареями (наприклад, американською M109 Paladin, німецькою PzH 2000, українською 2С22 «Богдана», французькою CAESAR, словацькою Zuzana (САУ)

### AS-90
Удосконалений варіант тактики — це маневрові артилерійські зони, розроблені у Великій Британії для використання батареями AS-90 за умов високої загрози контрбатарейного вогню. Такі зони охоплюють кілька квадратних кілометрів в яких гармати переміщуються парами. Основна складність полягає у визначенні часу, протягом якого гармати можуть залишатися на одному місці перед переміщенням, що потребує оцінки оперативності контрбатарейного вогню противника.
У цих зонах командні елементи батареї залишаються на одному місці, а для поповнення боєзапасу гармат є кілька варіантів. На тактику впливають темп вогню маневруючих гармат і час, необхідний для їхнього виходу з позиції. Однак такий підхід дуже виснажує екіпажі гармат, і для тривалого використання необхідні резервні екіпажі.

### Гаубиця G6
Гаубиці G6 (САУ) Південноафриканських збройних сил ефективно використовували тактику "стріляй і тікай" в Анголі проти кубинських військ під час битви за Квіто Кванавале. 